# Георги Господинов
Георги Господинов Георгиев е български писател. Причисляван е към постмодернизма.
Той е най-превежданият и най-награждаваният извън България български писател. Господинов е първият българин, носител на литературната награда „Международен Букър“ за своя роман „Времеубежище“, преведен на английски от Анджела Родел. Носител е и на други престижни литературни награди.

## Биография
Георги Господинов е роден в Ямбол на 7 януари 1968 г. Завършва българска филология в Софийския университет, става доктор по нова българска литература в Института за литература при Българската академия на науките с дисертация на тема „Поезия и медия: кино, радио и реклама у Вапцаров и поетите на 40-те години на ХХ век“ (издадена от „Просвета“, 2005).
Работи като литературовед в Института по литература при БАН от 1995 г. От 1998 до 2000 г. е хоноруван преподавател в НБУ по писане на есе (1998), а по-късно по съвременна българска литература (1999 – 2000). През 2021 година е избран за член-кореспондент на БАН.
Редактор е в „Литературен вестник“, седмичен колумнист е на вестник „Дневник“ и редактор за България на излизалото в Оксфорд литературно списание „Orient Express“.
Със съпругата си литературоведката Биляна Курташева има дъщеря.

## Творчество

### Поезия
Още за първата си стихосбирка, „Лапидариум“ (1992), Георги Господинов е отличен с Националната награда за дебют „Южна пролет“ (1993). Стихосбирката е преведена 2009 на чешки.
Следват „Черешата на един народ“ (Награда за книга на годината на Сдружение на български писатели, 1996), претърпяла три издания (1996, 1998, 2003) и, през 2003 година, „Писма до Гаустин“.
В „Балади и разпади“ (2007) са включени предишните три стихосбирки плюс нови стихотворения в цикъла „Неделите на света“.
Том с избрана поезия от Георги Господинов излиза на немски под заглавие „Kleines morgendliches Verbrechen“ (Droschl, 2010) в превод на Александер Зицман, Валерия Йегер и Уве Колбе. Книгата получава възторжени рецензии в най-големите немски вестници NZZ, FAZ, Die Welt, SZ и др.
Негови стихотворения са включени в редица международни антологии, сред които е „New European Poets“ (Graywolf Press, USA, 2008). Преводи на негови стихове на различни езици, включително на арабски, могат да се прочетат в немския сайт за поезия lyrikline.org

### Проза

#### „Естествен роман“
„Естествен роман“, първият роман на Георги Господинов, получава Специалната награда на конкурса „Развитие“ (за ръкопис на роман), и е издаден в десет издания на български – 1999, 2000, 2002, 2004, 2006, 2007, 2009, 2011, 2013, 2014. Критиката го определя като „първия по рождение и по слава роман на поколението на 90-те“ (сп. „Егоист“).
„Естествен роман“ е най-превежданата българска книга след 1989 г. Публикуван е на 21 езика, сред които английски, немски, френски, испански, италиански и др. Излиза в Сърбия („Геопоетика“, 2001), Франция („Фебюс“, 2002), Северна Македония („Темплум“, 2003), САЩ („Dalkey Archive Press“, 2005), Чехия („Lidove Noviny“, 2005), Хърватия („Profil“, 2005), в Словения („Beletrina“, 2005), Дания („Husets Forlag“, 2006), Италия („Voland“, 2007), Австрия („Droschl“, 2007), Латвия (Jāņa Rozes apgāds, 2008), Полша (Fundacja Pogranicze, 2009), Испания („Saymon“, 2009), Литва (Baltos lankos, 2010), Турция (Apollon, 2010), Норвегия (Bokvennen Forlag AS 2011), Русия (Иностранная литература, 2011), Украйна (Темпора, 2012), Албания, Румъния, Исландия...
Le Nouvel Observateur определя романа като „оригинален и забавен“. Le Courrier (Женева) го нарича „машина за истории“, а според Livres Hebdo книгата е „едновременно смешна и ерудирана, пошла и изискана, но блестяща във всяко отношение и новаторска по форма“.
Ню Йоркър (в кратка рецензия) пише за романа: това е „анархичен, експериментален дебют“, добавяйки, че роман, който предприема рискове като тези в „Естествен роман“, понякога „пада по лице“, но според Ню Йоркър попаденията в книгата превишават пропуските, и в крайна сметка тя успява да бъде очарователна. Вестник Таймс определя романа като „размишления върху пушенето, дефекацията и ботаниката“, добавяйки, че това е „хумористична, меланхолна и изключително идиосинкразна творба“. Според вестник Гардиан романът е „едновременно земен и интелектуален“ („both earthy and intellectual“). В голяма рецензия за немското издание на романа вестник Нойе цюрхер цайтунг (NZZ) определя Георги Господинов като „хуморист на отчаянието“ (Humorist der Verzweiflung), а вестник Франкфуртер алгемайне цайтунг (FAZ) определя романа като „малък изискан шедьовър“). Всички немски отзиви – в сайта на изд. „Droschl“. Изключително рядко български роман бива рецензиран във водещи световни медии. Голяма част от чуждестранните отзиви могат да се намерят в американското онлайн издание Complete Review.

#### „И други истории“
Сборникът с разкази „И други истории“ на Господинов излиза през 2000 г. Публикуван е на английски, френски, немски, италиански, чешки, полски, македонски. Англоезичното издание „And Other Stories“ е номинирано за дългия списък на една от най-престижните международни награди в жанра – „Франк О'Конър“.
През 2003 г. „И други истории“ излиза на френски в парижкото издателство „Arlea“ под заглавие „L’Alphabet des Femmes“. През 2004 се появява в Чехия („Gaustin neboli Člověk s mnoha jmény“, „Lidove Noviny“) и Австрия („Gaustín oder Der Mensch mit den vielen Namen“, „Wieser Verlag“). През 2007 г. сборникът е издаден на английски в САЩ от издателство Northwestern University Press.
По повод излизането на книгата на френски Le Nouvel Observateur пише за Господинов: „Остро перо и деликатно излъчване, това са триумфите на 35-годишния български автор“.
Разказ на Георги Господинов е включен в американската антология „Best European Fiction 2010“ (Dalkey Archive Press, ed. Alexander Hemon).

#### „Физика на тъгата“
Вторият роман на Георги Господинов „Физика на тъгата“ (Жанет-45, 2011) с излизането си оглавява класациите за най-продавани книги в България. „Георги Господинов пише световен роман, който е и български“, пише литературният критик Митко Новков. „Той е всеки и във всеки от своите „герои“, гледайки в упор века и историята през техните очи...“ (Георги Каприев, в. „Култура“)
През 2013 г. романът печели наградата „Български роман на годината“ на Националния дарителски фонд „13 века България“, а през 2014 г. е номиниран за четири международни награди – „Грегор фон Рецори“, връчвана от общината на Флоренция, „Стрега Еуропео“, наградата на Haus der Kulturen der Welt (Берлин) и наградата Bruecke Berlin (LCB).
През 2016 г. Анджела Родел, направила английския превод на романа, попада в краткия списък с номинирани за PEN Translation Prize, макар в крайна сметка наградата да печели Катрина Додсън, преводачка на „Събрани разкази“ на бразилската писателка Кларис Лиспектор. Преводът на Анджела Родел е избран също и в краткия списък от номинирани за 2016 Best Translated Book Award, макар в крайна сметка наградата да печели романът „Signs Preceding the End of the World“ на мексиканския писател Юри Херера. През септември 2016 г. преводът на Анджела Родел е избран и в краткия списък с номинирани за National Translation Awards (NTA) на Асоциацията на американските преводачи на художествена литература (The American Literary Translators Association, ALTA), но в крайна сметка наградата отива при Елизабет Харис, превела на английски романа на италианския писател Антонио Табуки „Тристано умира“. Поредното признание идва от Американската асоциация на преподавателите по славянски и източноевропейски езици (The American Association of Teachers of Slavic and East European Languages, AATSEEL), която номинира английския превод на „Физика на тъгата“ за най-добър превод, публикуван през 2014 и 2015 г., но присъжда наградата в крайна сметка на Катя Страуманис за превода ѝ на романа на латвийската писателка Инга Абеле „Висок прилив“.
В края на ноември 2016 г. Георги Господинов е обявен за носител на наградата „Ян Михалски“ (Jan Michalski Prize for Literature), присъждана от швейцарската фондация „Ян Михалски“ и изразяваща се в сума от 50 хиляди швейцарски франка (около 46 566 евро) и творба на бернския художник Маркус Рец Господинов е посочен от международно жури, включващо писатели като Роберт Менасе, Сеес Нотебоом и Илма Ракуса.

#### „Времеубежище“
„Времеубежище“ е роман на Георги Господинов, издаден от издателска къща „Жанет 45“ през 2020 г. Романът „Времеубежище“ печели наградата „Международен Букър“ през 2023 г.

### Драма
Господинов е автор на пиесата „D.J.“ (съкращение от Дон Жуан), която печели годишната награда „Икар“ за най-добър български драматургичен текст за 2004 година. Поставена е на сцената на Сатиричния театър, София, от Десислава Шпатова. Публикувана е на руски в сборник със съвременна българска драматургия.
Втората му пиеса „Апокалипсисът идва в 6 вечерта“ (с „Аскеер“ за драматургия, 2010) се играе в МГТ „Зад Канала“, реж. Маргарита Младенова. В края на март 2011 г. пиесата е избрана сред 300 пиеси от цял свят и представена в Манхатън, Ню Йорк, на фестивала hotINK at the LARK.

### Други
Заедно с Бойко Пенчев, Пламен Дойнов и Йордан Ефтимов Господинов е съавтор на две литературни мистификации, които излизат като отделни книги: „Българска христоматия“ (1995) и „Българска антология“ (1998).
Заедно с Яна Генова е съставител на сборника „Аз живях социализма. 171 лични истории“ (2006) и автор на „Инвентарна книга на социализма“ (2006).
Автор е на изследването „Поезия и медия. Кино, радио и реклама у Вапцаров и поетите на 40-те години на ХХ век“ (2005).
Автор е на графичния роман или арт комикс „Вечната муха“ (2010, съвместно с Никола Тороманов).
Пише сценарии за късометражни филми, последният от които „Омлет“ (реж. Н. Косева) е отличен на най-престижния кинофестивал за независимо кино Sundance 2009, основан от Робърт Редфорд.
През 2008/2009 е гост-писател на Берлин със стипендия на DAAD, Berliner Künstlerprogramm.
Участвал е в литературни четения в Париж, Лондон, Коимбра, Виена, Прага, Истанбул, Берлин и другаде.
На откриването на Празниците на изкуствата „Аполония 2005“ в Созопол Фондация „Аполония“ присъжда на Георги Господинов ежегодната награда „Аполон Токсофорос“ за изключителен принос в развитието на българската култура и представянето ѝ зад граница.
През 2012 г. Общинският съвет на Ямбол го удостоява със званието Почетен гражданин на Ямбол заради „значителния му принос в културния и духовен живот на общината, както и развитието на съвременната българска литература“.
През май 2016 г. е удостоен с орден „Св. св. Кирил и Методий“ – първа степен.
Господинов е първият българин, носител на литературната награда „Букър“ за своя роман „Времеубежище“, преведен на английски от Анджела Родел.
Столичният общински съвет го удостоява със званието „Почетен гражданин на София" през юни 2023 г.

## Критически прием
Върху творчеството на Георги Господинов излизат 3 литературоведски книги: „Георги Господинов: Разроявания“ от Албена Хранова (2004), и две книги от Мариана Тодорова – „Георги Господинов – от Гаустин до градинаря“ (2009) и „Физика на тъгата“ като послание“ (2012). Публикувани са и множество статии на български и чужди езици, писани са дисертации и магистърски тези в България и в чужбина.
На литературна дискусия „Преходна ли е литературата на прехода?“ на 2 юни 2007 г. в НДК Владимир Трендафилов чете текст, после публикуван в Литературен клуб със спорни твърдения, сред които и това, че Георги Господинов използва своето място в Национален фонд „Култура“, „Отворено общество“ и др. за „системното му самопревеждане и саморазпространение по света“, като в опит за ирония предлага откриване на държавна длъжност („таксидиот“), на която да се назначи Господинов, „с едничката служебна обязаност да разпространява Георги Господинов“. На тези теории Господинов отговаря с текст във в. „Култура“: „...от 2002 до 2007 година, когато излизат преводите на книгите ми, не съм „участвал“ нито в Национален фонд „Култура“, нито в „Отворено общество“...“; „...нямам нищо против Министерството на културата да помага в субсидирането на преводи, щом насреща има добро чуждо издателство, готово да инвестира в съответна публикация. Това е хубаво и нормално. Така се случи, че в случая с 16-те чужди издания на „Естествен роман“ и „И други истории“, само с едно изключение, минах без тази помощ...“ На отговора Трендафилов също изпраща отговор и уточнява, че всъщност никъде не е казал буквално, че Министерството на културата спонсорира Господинов, нито че Господинов е член на споменатите организации – имал предвид, че Господинов има политически връзки и че СДС е изградил литературната му кариера.

## Награди
- „Южна пролет“ (1993)
- „Иван Николов“ (1997, 2004)
- „Рашко Сугарев“ (1998)
- „Развитие“ (1998)
- „Икар“ (2004)
- „Аполон Токсофорс“ (2005)
- „Аскеер“ (2010)
- „Дъбът на Пенчо“ (2010)
- „Христо Г. Данов“ (2012)
- „Български роман на годината“ (2013)
- „Вазова награда“ (2014)
- „Стоян Михайловски“ (2015)
- „Ян Михалски“ (2016)
- Наградата „Международен Букър“ (2023)[65]
- „Христо Г. Данов“ (2023)

## Филмография
- 8’19” (2018), 6 новели